# Trata de personas en el Perú
Perú, para la década del 2000, es un país donde alberga organizaciones de trata de personas. Según el Ministerio del Interior, 74 % de las víctimas reportadas a 2023 fueron captadas por una falsa oferta de empleo; mientras que el Ministerio Público señaló en ese año que las organizaciones de trata de personas generaron ingresos de 1300 millones de dólares anuales.
Se estima que miles de personas están sujetas a condiciones de trabajo forzado en el país, principalmente en los sectores informales de la minería, tala, agricultura, fabricación de ladrillos y servidumbre doméstica. Muchas víctimas de la trata son mujeres y niñas de regiones rurales empobrecidas de la Amazonía. El caso más notable es el departamento de Madre de Dios, en que son reclutadas y coaccionadas para ejercer la prostitución en clubes nocturnos urbanos, bares y burdeles, a menudo mediante engañosas ofertas de empleo o promesas de educación. Las personas indígenas son particularmente vulnerables a la servidumbre por deudas.
El trabajo infantil forzado sigue siendo un problema del país, especialmente en minas informales de oro, la producción de cocaína y el transporte. Existen informes de que el grupo terrorista Sendero Luminoso reclutó niños como soldados y mulas de la droga. En menor medida, los peruanos están sujetos a la prostitución forzada en otros países como Ecuador, España, Italia, Japón y los Estados Unidos, y el trabajo forzoso en Argentina, Chile y Brasil. Perú también es un país de destino para algunas mujeres ecuatorianas y bolivianas para la prostitución forzada, y para algunos ciudadanos bolivianos en condiciones de trabajo forzado. El turismo sexual infantil está presente, además de Puerto Maldonado, en Iquitos y Cuzco. Por ser zona aledaña, los traficantes operan con impunidad en ciertas regiones donde hay poca o nula presencia del gobierno.
Tras su reclutación por organizaciones criminales, el Gobierno del Perú aún no consiguió cumplir con los estándares mínimos para la eliminación de la trata; sin embargo, paulatinamente estableció normas para combatirlo. Durante los años 2000, el gobierno incrementó los esfuerzos de aplicación de la ley contra los delitos de trata y mantuvo iniciativas de sensibilización pública. Sin embargo, el gobierno no proporcionó servicios adecuados a las víctimas e hizo esfuerzos insuficientes para abordar la alta incidencia del tráfico laboral en el país. La oficina del Departamento de Estado de EE. UU. para el Control y la Lucha de la Trata de Personas colocó al país en el "Nivel 2" entre 2008 y 2017.

## Proceso de enjuiciamiento
El gobierno del Perú recurrió, por esfuerzos políticos, a combatir la trata de personas a través de la aplicación de la ley de 2004 (Ley de Reforma del Código Penal sobre Explotación de Menores). A partir de ello se formó el Grupo de Trabajo Multisectorial Permanente contra la Trata de Personas. En 2007 se anunció la Ley 28950 que prohíbe la trata de personas en todas sus formas y prescribe penas de prisión de ocho a 25 años según el delito. Estas sanciones son lo suficientemente estrictas y acordes con las prescritas para otros delitos graves, como la violación, posteriormente actualizada con la norma 29918. Para 2022, el Código Penal establece como un delito contra la humanidad.
Según el informe del Departamento de Estado de EE. UU., la policía investigó en 2010 137 casos de trata de personas; de estos, 34 involucraron trabajo forzoso y 103 involucraron tráfico sexual, con un total de 185 víctimas reportadas. Las autoridades presentaron 78 casos de trata de personas al poder judicial y aseguraron las condenas de nueve delincuentes de la trata sexual, que recibieron condenas de entre tres y 30 años de prisión, además de multas. En comparación, las autoridades peruanas procesaron 54 casos y condenaron a cinco delincuentes de tráfico sexual el año anterior. Sin embargo, hubo muy pocos procesos judiciales y no se informaron condenas por delitos de trabajo forzoso, a pesar de una alta incidencia estimada de trabajo forzoso en el país. La unidad policial dedicada a la lucha contra la trata del gobierno estaba formada por aproximadamente 30 agentes.
Desde entonces, la policía amplió el sistema electrónico de seguimiento de casos para las investigaciones de trata de personas, aunque este sistema no rastreaba las actividades judiciales, como los procesamientos y las condenas. La corrupción entre los funcionarios de bajo nivel permitió el tráfico en ciertos casos, y los oficiales de policía individuales toleraron la operación de burdeles sin licencia y la prostitución de niños. No se reportaron investigaciones o alegatos de complicidad oficial con la actividad de tráfico el año pasado. El gobierno proporcionó herramientas de capacitación sobre trata de personas a funcionarios encargados de hacer cumplir la ley, funcionarios de inmigración, diplomáticos y funcionarios legales, entre otros. Además, el gobierno colaboró con gobiernos extranjeros en iniciativas e investigaciones contra la trata.
En 2014 se anuncia la Ley 30251 para incluir otras analogías de la trata de personas. En 2021 la Ley 31146 modifica varios artículos de la 28950 para establecer reparaciones civiles a menores.
En 2025, el portal Infobae afirmó que el 90 % de los casos de trata de personas no habían terminado en sentencias judiciales, lo que evidencia la impunidad de la mayoría de los casos.

## Protección
El gobierno brindó asistencia limitada a las víctimas de la trata hasta los años 2010. El gobierno no empleó un mecanismo formal para identificar a las víctimas de la trata entre las poblaciones vulnerables, como las mujeres adultas en la prostitución. Si bien el gobierno no tenía un proceso formal para derivar a las víctimas de trata para su tratamiento, las autoridades podían remitir a los niños víctimas de la trata a hogares de niños operados por el gobierno para que les brindaran refugio y atención básica, dos de los cuales brindan atención especializada a las víctimas de la explotación sexual comercial. Del mismo modo, el gobierno operó refugios generales para mujeres adultas víctimas de abuso, a las que accedieron algunas víctimas de la trata durante el período que abarca el informe.
Las organizaciones no gubernamentales (ONG) brindaron atención a mujeres explotadas sexualmente; sin embargo, los servicios especializados y el refugio para las víctimas de la trata de personas siguieron sin estar disponibles. El gobierno no brindó asistencia financiera a las ONG contra la trata de personas, aunque brindó apoyo en especie; Los servicios adecuados para las víctimas no estaban disponibles en muchas partes del país. La más destacada de estas organizaciones es CHS Alternativo, con sede en las regiones de Lima, Iquitos, Cusco y Madre de Dios, que cuenta con más de quince años años de trabajo promoviendo la protección de los derechos humanos, en particular de mujeres, niñas, niños y adolescentes en situación de vulnerabilidad a causa de la trata de personas, explotación sexual, trabajo infantil y trabajo forzoso.
Las víctimas extranjeras tuvieron acceso a los mismos servicios que las víctimas peruanas. El año pasado, las autoridades peruanas identificaron a 185 víctimas de trata, 159 mujeres y 26 hombres, aunque se cree que el número de víctimas en el país es mucho mayor, y brindó servicios legales, sociales y psicológicos a 19 de estas víctimas. Algunas víctimas de la trata no fueron informadas de sus derechos o no recibieron tratamiento médico, y algunos oficiales de la policía las liberaron sin reconocer su estatus de víctima o remitirlas a refugios; algunas de estas víctimas terminaron regresando a los burdeles en busca de refugio y comida. En octubre de 2011, casi 300 mujeres y niñas fueron rescatadas de la explotación sexual en una redada en una región amazónica de Perú conocida como un centro de extracción de oro.
La falta de participación de las víctimas en la investigación o enjuiciamiento de los traficantes permaneció como un problema, además de la falta de un programa de protección de testigos. Es posible que algunas víctimas no hayan buscado una reparación legal porque no pudieron pagar una representación legal. El gobierno no penalizó a las víctimas por actos ilegales cometidos como resultado directo de ser objeto de trata. Las víctimas de la trata fueron elegibles para el estatus de residencia temporal y permanente bajo la ley de refugiados peruanos, y al menos 11 víctimas obtuvieron dicha residencia permanente. Durante el año, las autoridades ayudaron a las víctimas de trata con repatriación voluntaria. La mayoría de los 412 inspectores de trabajo del país (en 2010) han recibido capacitación sobre trabajo forzoso; en 2009, el gobierno creó un equipo de élite de cinco inspectores para abordar el trabajo forzoso en el Amazonas, pero el equipo encontró que su presupuesto era insuficiente para completar la misión.
Por otro lado, en 2020, con el secuestro de Judith Machaca, se visibilizó una red de trata de personas en la institución policial.

## Prevención

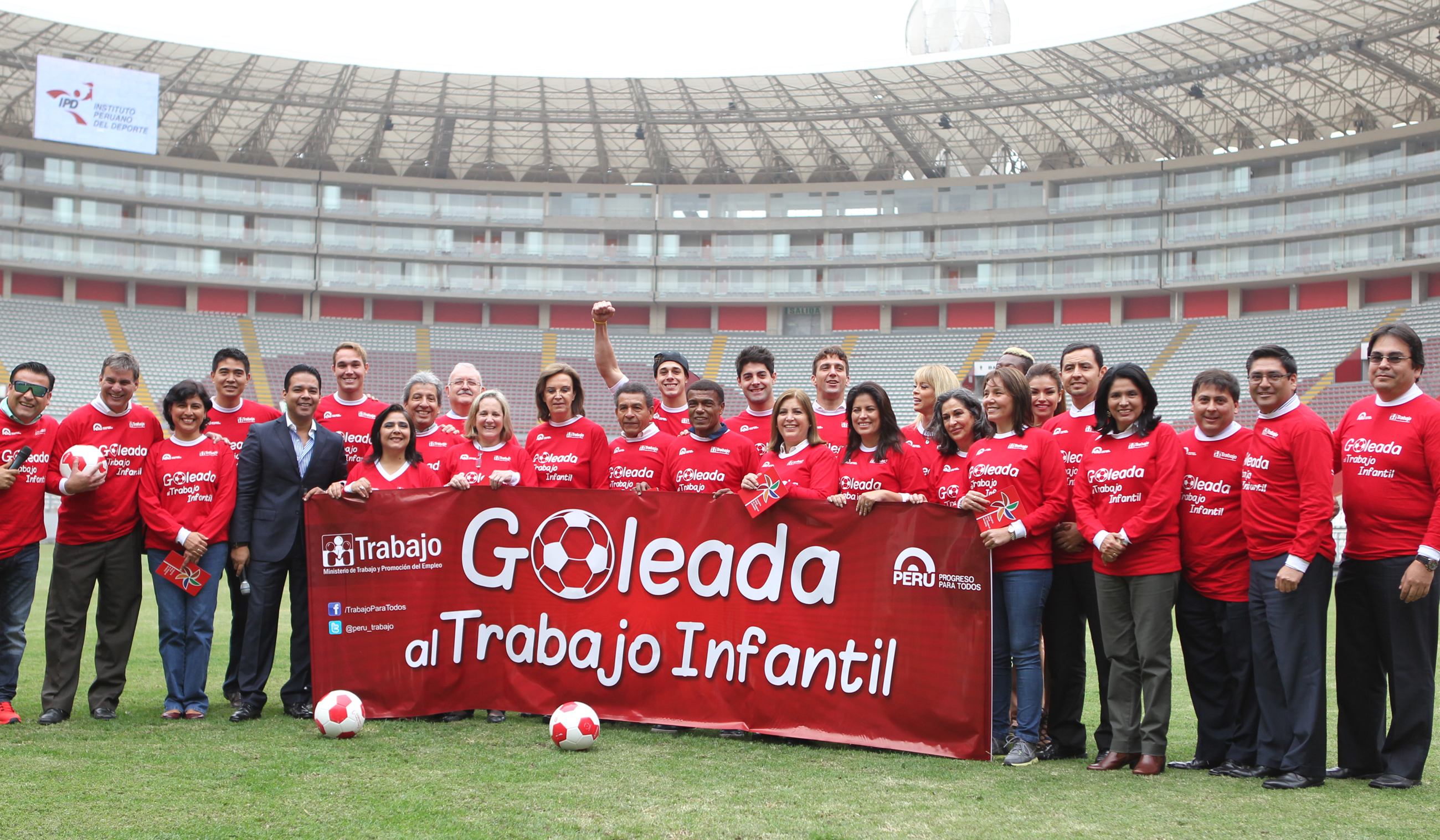
Campaña contra el trabajo infantil, a lado de la entonces canciller Eda Rivas y exfutbolistas peruanos.

El Gobierno del Perú mantuvo esfuerzos de prevención contra la trata. El gobierno mantuvo una campaña contra la trata de personas y operó y promovió una línea directa para delitos e información relacionada con la trata, que recibió 44 informes de trata en 2009. El gobierno continuó transmitiendo videos contra la trata en centros de transporte, advirtiendo a los viajeros sobre las consecuencias legales. de participar en actividades de trata o consumir servicios de personas traficadas. Aunque algunas áreas del país son conocidas como destinos de turismo sexual con niños y las leyes peruanas prohíben esta práctica, no se informaron condenas de turistas sexuales con niños. 
El gobierno realizó campañas de capacitación a centenares funcionarios gubernamentales, profesionales y proveedores de servicios de turismo acerca de los viajes de niños con propósitos sexuales. Hasta entonces, 60 empresas han firmado acuerdos de código de conducta en todo el país. En 2023, el Ministerio del Interior aprobó el Protocolo Intersectorial para la Prevención y Persecución del Delito y la Protección, Atención y Reintegración de Víctimas de Trata de Personas.